# Нородом Монинеат Сианук
Нородом Монинеат Сианук (кхмер. នរោត្ដម មុនីនាថ; урожденная Поль Моник Иззи; род. 18 июня 1936, Сайгон) — камбоджийская государственная деятельница, королева-мать Камбоджи (2004). День её рождения — 18 июня, — является официальным государственным праздником в Камбодже.

## Биография
Родилась 18 июня 1936 года в Сайгоне в семье французского банкира Жана-Франсуа Иззи, который погиб во время Второй Мировой войны. Её матерью была камбоджийка Помме Пеанг.
Училась в начальной школе Нородом, Лицее Сисоват и лицее Рене Декарта. В 1951 году познакомилась с будущими мужем Нородомом Сиануком. Они поженились в 1952 году, а официально зарегистрировали брак в 1955. У них было 2 сына:
- Нородом Сиамони (род. 14 мая 1953) — король Камбоджи (14 октября 2004 — н. в.), бывший постоянный представитель Камбоджи в ЮНЕСКО.
- Нородом Нариндрапонг  (18 сентября 1954 — 7 октября 2003), умер от сердечного приступа, имел двух дочерей.

В 1955 её муж отрекся от престола, но руководил страной, а в 1960 снова стал главой государства.
Президент Камбоджийского Красного Креста в 1967—1970 годах.
После Переворота уехала в изгнание с мужем в Китай, затем в КНДР. 
Подвергалась преследованиям и оскорблениям со стороны красных кхмеров. Вместе с мужем жила за границей до 1991 года.
В 1991 году вернулась с мужем в Камбоджу.
Была королевой с 24 сентября 1993 по 7 октября 2004 года. С 7 октября 2004 года — королева-мать.